# NGC 5743
NGC 5743 est une galaxie spirale située dans la constellation de la Balance. Sa vitesse par rapport au fond diffus cosmologique est de 4 340 ± 17 km/s, ce qui correspond à une distance de Hubble de 64,0 ± 4,5 Mpc (∼209 millions d'al). NGC 5743 a été découverte par l'astronome américain Francis Leavenworth en 1885.
La classe de luminosité de NGC 5743 est II et elle présente une large raie HI. Elle renferme également des régions d'hydrogène ionisé.